# Àvila
|  | Per a altres significats, vegeu «Ávila». |

Àvila (oficialment i en castellà, Ávila) és capital de la seva província homònima, a la comunitat autònoma de Castella i Lleó. Limita al nord amb Cardeñosa, Mingorría, San Esteban de los Patos, Tolbaños, Berrocalejo de Aragona, Mediana de Voltoya i Ojos-Albos, a l'est amb Santa María del Cubillo, al SE amb Navalperal de Pinares i Herradón de Pinares, al sud amb Tornadizos de Ávila, al SO amb Gemuño, a l'O amb El Fresno, La Colilla, Martiherrero, Marlín, i al NO amb Bularros i Monsalupe.
L'any 1985 el seu centre històric, així com les seves esglésies extramurs, foren declarades Patrimoni de la Humanitat per part de la UNESCO.
Situada a 1.128 m d'altitud, en un enclavament rocós a la riba dreta del riu Adaja, afluent del Duero, és la capital de província més alta d'Espanya. El seu terme municipal té una extensió de 231,9 km².
La ciutat es caracteritza especialment per tenir una muralla medieval completa, romànica. Vegeu també: Farsa d'Àvila

## Personatges il·lustres
- Julio Jiménez Muñoz, ciclista
- José Luis López Aranguren, filòsof
- Sonsoles Espinosa Díaz
- Claudio Sánchez-Albornoz
- José Luis Uribarri[2]
- Miguel Gómez Camargo (1618-1690) compositor i mestre de capella.

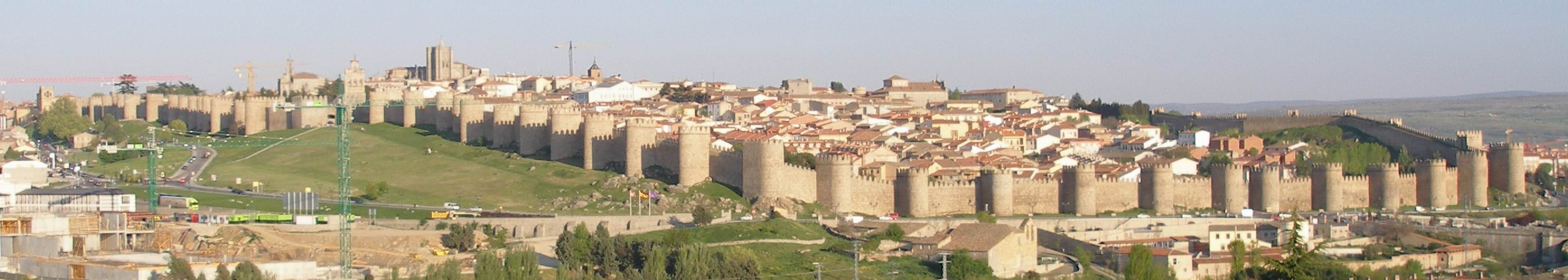
Vista panoràmica de les muralles d'Àvila